# Rumex woodii
Rumex woodii là một loài thực vật có hoa trong họ Rau răm. Loài này được N.E. Br. miêu tả khoa học đầu tiên năm 1909.